# ブリギッテ・マイヤー
ブリギッテ・マイヤー（Brigitte Meyer、1944年10月1日 - ）は、スイス出身のピアニスト。

## 来歴
ビエンヌの生まれ。ビエンヌ音楽院を経て、1962年からローザンヌ音楽院でデニーズ・ビダルに師事。1965年からウィーン音楽院でブルーノ・ザイドルホーファーの薫陶を受けた。1971年にベーゼンドルファー賞を受賞し、1975年にクララ・ハスキル国際ピアノ・コンクールのファイナリストになった。

## 録音
- Wolfgang Amadeus Mozart; Iona Brown (1988). Piano concerto no. 9 in E-flat, K. 271 ; Piano concerto no. 23 in A, K. 488. Omega. OCLC 21613433
- Felix Mendelssohn-Bartholdy (1995). Lieder ohne Worte. Jecklin. OCLC 769129977
- Ludwig van Beethoven (1995). Sonata n. 21, op. 53, en do mayor : Waldstein ; Andante Favori, en fa mayor, op. 57 ; Seis variaciones sobre un tema original, en fa mayor, op. 34. Barcelona Divucsa. OCLC 796316671